# Triptyque des Barrages
Le Triptyque des Barrages est une ancienne course cycliste par étapes belge. Il était composé de trois étapes disputées autour de Tarcienne, dans la province de Namur. Créé en 2000, il succède à la Flèche des barrages, épreuve Amateur organisée de 1992 à 1999. Il est réservé aux coureurs de moins de 23 ans.

## Palmarès

### Flèche des barrages
- 1992 :  Wim Vervoort
- 1993 :  Stig Guldbaeck
- 1994 :  Alexander Fedenko
- 1995 :  Fabien De Waele
- 1996 :  Geert Verdeyen
- 1997 :  Björn Leukemans
- 1998 :  Dave Bruylandts
- 1999 :  Marc Patry